# Invasion anglo-russe de la Hollande
Vous lisez un « article de qualité » labellisé en 2014.
Deuxième Coalition
Batailles
Guerre de la Deuxième Coalition
- St George's Caye (navale) (09-1798)
- Nicopolis (10-1798)
- Corfou (11-1798)
- Copenhague (navale) (04-1801)
- Algésiras (navale) (06-1801)

Campagne de Hollande
- Callantsoog (08-1799)
- Vlieter (08-1799)
- Zyp (09-1799)
- Bergen (09-1799)
- Alkmaar (10-1799)
- Castricum (10-1799)

Campagne de Suisse
- Ostrach (03-1799)
- Feldkirch (03-1799)
- 1re Stockach (03-1799)
- Frauenfeld (05-1799) (en)
- Winterthour (05-1799)
- 1re Zurich (06-1799)
- Schwytz (08-1799)
- Amsteg (08-1799) (en)
- Saint-Gothard (09-1799)
- 2e Zurich (09-1799)
- Linth (09-1799) (en)
- Muten (10-1799) (ru)
- Engen (05-1800)
- 2e Stockach (05-1800)
- Moesskirch (05-1800)
- Biberach (05-1800)
- Erbach (05-1800)
- Höchstädt (06-1800)
- Ampfing (12-1800)
- Hohenlinden (12-1800)

Campagne d'Égypte
- Malte 1 (06-1798)
- Malte 2 (06-1798)
- Alexandrie (07-1798)
- Chebreiss (07-1798)
- Pyramides (07-1798)
- 1re Aboukir (08-1798)
- Salheyeh (08-1798)
- Malte 3 (09-1798)
- Sédiman (10-1798)
- Caire (10-1798)
- Samanouth (01-1799)
- El Arish (02-1799)
- Syène (02-1799)
- Jaffa (03-1799)
- Saint-Jean-d'Acre (03-1799)
- Mont-Thabor (04-1799)
- 2e Aboukir (07-1799)
- Damiette (11-1799)
- Héliopolis (03-1800)
- 3e Aboukir (03-1801)
- Mandora (03-1801)
- Canope (03-1801)
- Fort Jullien (04-1801)
- Le Caire (06-1801) (en)
- Alexandrie (08-1801)

2e Campagne d'Italie
- Vérone (03-1799)
- Magnano (04-1799)
- Cassano (04-1799)
- Mantoue (04-1799)
- Bassignana (05-1799)
- 1re Marengo (05-1799) (en)
- Modène (06-1799) (en)
- Trebbia (06-1799)
- 2e Marengo (06-1799) (en)
- Novi 1 (08-1799)
- Rome (09-1799)
- Mannheim (09-1799) (en)
- Novi 2 (10-1799) (en)
- Genola (11-1799)
- Gênes (04-1800)
- Sassello (04-1800) (en)
- Fort Bard (05-1800)
- Verceil (05-1800)
- Turbigo (05-1800)
- Montebello (06-1800)
- 3e Marengo (06-1800)
- Pozzolo (12-1800)

L'invasion anglo-russe de la Hollande (également connue sous le nom de campagne de Hollande, d'expédition anglo-russe en Hollande et d'expédition du Helder) est une campagne militaire de la Deuxième Coalition qui s'est déroulée du 27 août au 19 novembre 1799, et qui fut marquée par l'invasion de la région de Hollande (République batave) par une coalition composée de forces britanniques et russes. La campagne avait pour double objectif de neutraliser la flotte batave et de favoriser un soulèvement des partisans de l'ancien stathouder Guillaume V contre le gouvernement batave, favorable aux Français. Une coalition entre des armées française et batave de puissance équivalente s'opposa à cette invasion.
D'un point de vue tactique, le conflit fut dans un premier temps favorable aux Anglo-Russes, vainqueurs lors de la bataille de Callantsoog puis du combat du Zyp. Les batailles suivantes furent cependant favorables aux Franco-Bataves, qui remportèrent un succès stratégique à Bergen malgré leur infériorité numérique, et parvinrent à affaiblir les forces anglo-russes en tirant profit du terrain malgré la défaite d'Alkmaar. La dernière bataille, livrée à Castricum, infligea de lourdes pertes aux deux camps, mais constitua une victoire décisive pour le camp républicain. À la suite de cette dernière, le chef de l'état-major britannique, Frederick d'York, comte d'Ulster et duc d'York et Albany ordonna un repli de ses troupes au niveau de la tête de pont initiale, située à l'extrême nord de la péninsule. La convention d'Alkmaar, négociée le 18 octobre avec le général en chef des troupes franco-bataves, le général Guillaume Brune, mit fin aux hostilités, en permettant aux troupes britanniques et russes de quitter la zone sans violence.

## Contexte

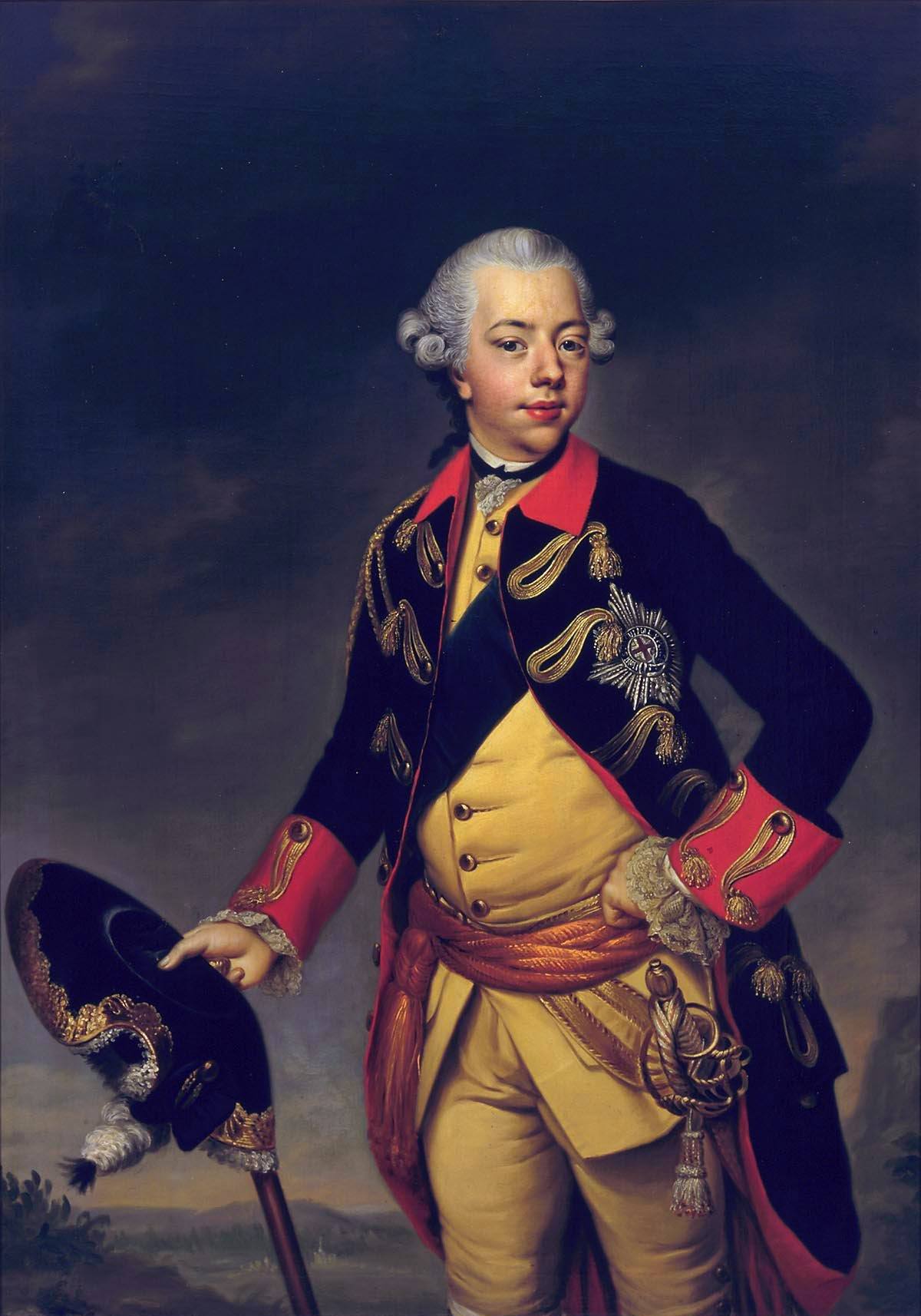
Guillaume V d'Orange-Nassau, dernier stathouder des Provinces-Unies chassé par la Révolution batave et par les Français pendant la campagne des Flandres.

La République batave en 1798.

Les Provinces-Unies prirent part à la Première Coalition qui se souleva contre la République française issue de la Révolution après 1792. En 1795, à la fin de leur campagne en Flandres, les troupes du stathouder Guillaume V et leurs alliés britanniques et autrichiens furent défaites par les troupes françaises menées par le général Jean-Charles Pichegru, appuyées par un contingent de révolutionnaires patriotes bataves menés par le général Herman Willem Daendels. Devant l'avance des troupes françaises et le recul des troupes néerlandaises, le stathouder quitta le pays pour Londres, le 18 janvier, pendant que les patriotes se soulevaient dans les grandes villes ; la République batave fut proclamée le lendemain à Amsterdam. La capture de la flotte hollandaise, survenue dans la nuit du 23 janvier 1795 en constitua l'un des principaux épisodes.
La conquête de l'ancienne république des Provinces-Unies en 1795 ne marqua toutefois pas la fin de la guerre, mais un simple changement d'allégeance du pays qui se retrouva dès lors au cœur des combats. Son rôle dans le conflit, en revanche, évolua fortement. La France n'avait en effet pas spécialement besoin de leur armée de terre, mais plutôt de leur puissance navale, qui lui faisait alors défaut. En 1796, dans le cadre de la nouvelle alliance, les Bataves lancèrent un programme de construction navale. La constitution des équipages fut néanmoins problématique, étant donné que les officiers de l'ancienne marine étaient ouvertement orangistes. Plusieurs officiers comme Jan Hendrik van Kinsbergen, héros de la bataille du Dogger Bank, refusèrent de servir dans la nouvelle armée. Le commandement des forces navales fut ainsi confié à des officiers favorables au nouveau gouvernement, tels que Jean-Guillaume de Winter, en dépit de son expérience limitée. Cela conduisit à des débâcles lors des batailles de Saldanha Bay en 1796, puis Camperdown en 1797. Au cours de cette dernière, la marine batave, composée des deux vaisseaux hollandais, le Jupiter et le Vrijheid, provoqua de nombreux dégâts, mais ne parvint pas à éviter des pertes trop importantes. La République fut ainsi contrainte de reprendre son programme naval à zéro. La réussite de ce dernier permit cependant aux Bataves de disposer d'une force de frappe suffisante pour susciter la crainte d'une éventuelle invasion de la Grande-Bretagne ou de l'Irlande aux côtés des Français.
La Première Coalition prit fin en 1797, mais le Royaume-Uni trouva rapidement un nouvel allié en la personne de l'empereur Paul Ier de Russie. Les nouveaux alliés remportèrent plusieurs succès dans des affrontements terrestres contre les Français, tout particulièrement dans les républiques sœurs cisalpine et helvétique où les armées de la Deuxième Coalition parvinrent à repousser les troupes françaises sur un large front au début de l'année 1799. Les Britanniques, et en particulier le Premier ministre William Pitt le Jeune, étaient alors désireux de maintenir cette dynamique en attaquant l'« empire français » en plusieurs points. Alors même que le Prince d'Orange militait fortement en faveur d'une action militaire qui pourrait lui permettre de reprendre le pouvoir, la République batave apparut alors comme une cible idéale pour une telle attaque. La défiance croissante de la population batave à l'égard du régime mis en place par les Français ne manqua pas d'attirer l'attention des services de renseignements britanniques. Cependant, étant donné que les informations étaient communiquées par des émissaires orangistes, elles laissèrent croire à tort aux Britanniques que l'emprise de la France sur la République batave était limitée et qu'une frappe précise lancée par les Britanniques contre Amsterdam pourrait provoquer un soulèvement massif contre les Français. Le fait que la coalition conclue avec la Russie le 28 décembre 1798 reposait en partie sur une campagne militaire conjointe contre les Bataves acheva toutefois de convaincre les Britanniques.
Dans le cadre de cette entente, l'empereur Paul Ier mit 45 000 soldats russes à la disposition de la coalition, en l'échange de subventions britanniques. Cette alliance fut entérinée dans un accord proclamé le 22 juin 1799, dans lequel Paul promit d'engager une force de dix-sept bataillons d'infanterie, deux compagnies d'artillerie, une compagnie du génie ainsi qu'un escadron de hussards pour la « Campagne de Hollande », soit 17 593 hommes au total. En échange, la Grande-Bretagne promit de payer une contribution de 88 000 ₤, puis de 44 000 ₤ par mois une fois que les troupes seraient engagées. La Grande-Bretagne devait elle-même apporter 13 000 hommes, et fournir la majeure partie des navires de transport et d'escorte.

## Déroulement de la campagne
Dès l'éclatement du conflit, il était convenu que l'expédition commune ne devrait pas se cantonner à un simple conflit militaire. Pitt supposa en effet que, tout comme les populations suisse et italienne, les Bataves soutiendraient avec enthousiasme une invasion hostile aux Français. D'après l'historien britannique Simon Schama : « Une fois que le drapeau Orange fut hissé, il semblait croire que l'armée batave marcherait sur les forces de la coalition jusqu'au dernier homme, et que sa République s'effondrerait à la moindre occasion ». En définitive, ces prévisions se révélèrent erronées.

### Préparatifs

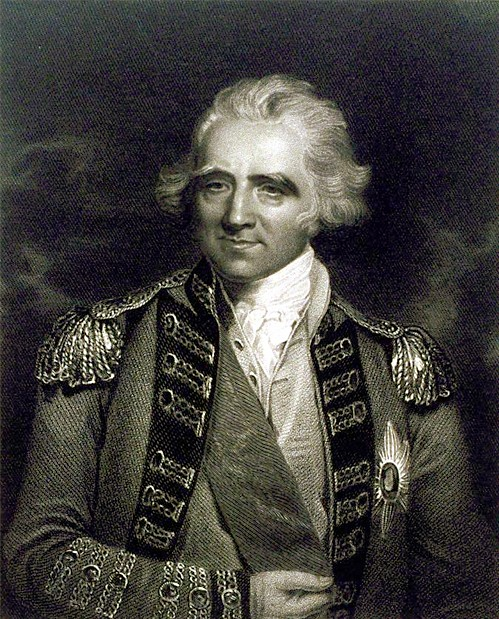
Sir Ralph Abercromby, lieutenant général chargé du rassemblement des troupes britanniques.

Carte du théâtre d'opérations en Hollande septentrionale.

Les forces britanniques se rassemblèrent dans la région de Canterbury, sous le commandement du lieutenant général Ralph Abercromby. Elles se composaient principalement de volontaires issus des milices, qui avaient récemment obtenu l'autorisation de rejoindre les régiments traditionnels. Une flotte de transport britannique dirigée par l'amiral Popham fut envoyée vers Reval pour récupérer le contingent russe, tandis que les troupes britanniques se regroupaient progressivement. Il fut finalement décidé de ne pas attendre le retour de Popham, et d'envoyer une division dirigée par Abercromby pour établir une tête de pont sur laquelle les troupes russes, accompagnées d'une seconde division britannique commandée par le chef de l'état-major, le duc d'York, pourraient facilement débarquer.
L'enjeu était alors de savoir à quel endroit le débarquement serait le plus efficace. Plusieurs localisations sur la côte néerlandaise furent envisagées. De nombreux stratèges étaient favorables à l'embouchure de la Meuse, ou à un espace situé à proximité de Scheveningen, les deux offrant la possibilité de déployer des troupes d'attaque rapidement pour mettre à mal les lignes d'approvisionnement de l'armée d'occupation française en République batave,. Cependant, les bancs de sable situés à proximité des côtes néerlandaises rendaient la navigation périlleuse et constituaient un risque important pour ces deux emplacements. Au contraire, l'extrême nord de la péninsule de la Hollande, plus facilement navigable, permettrait à la flotte britannique active sur la mer du Nord de soutenir l'offensive. Les fortifications modestes de cette zone constituaient en outre un atout supplémentaire. Par ailleurs, le fait qu'une partie importante de la flotte batave, qui constituait un objectif important de l'expédition, se trouva à cet endroit offrait l'opportunité de la mettre en déroute ou d'au moins la déplacer. Du fait de la présence d'un port, l'espace semblait également propice à une avancée rapide vers l'un des objectifs stratégiques de l'offensive, la ville d'Amsterdam. La zone située au sud du Helder fut ainsi choisie pour accueillir le débarquement d'un premier convoi de 17 à 20 000 hommes commandés par Abercromby,.
Les Britanniques ne cherchèrent pas à dissimuler leurs préparatifs, tant et si bien que les autorités françaises et bataves en étaient par conséquent conscientes. Cependant, le lieu exact du débarquement leur était inconnu, ce qui les contraignit à répartir leurs bataillons en plusieurs endroits pour se parer à toutes les éventualités. À ce moment-là, l'armée batave se composait de deux divisions (composées d'environ 10 000 hommes chacune), la première commandée par le lieutenant-général Daendels et la seconde par le lieutenant-général Jean-Baptiste Dumonceau. Ce dernier prit ses fonctions dans le département de l'Ems afin de protéger la mer des Wadden contre un risque de débarquement, où une incursion des ennemis par l'est. Daendels était, quant à lui, positionné au nord de la Hollande, avec une base à Schagen. Les troupes françaises (seulement 10 à 12 000 sur le contingent de 25 000 stipulé dans le traité de La Haye,) étaient divisées entre la Zélande (un autre point de débarquement potentiel, où l'expédition de Walcheren eut lieu en 1809) et le milieu du pays, s'étirant entre la côte et Nimègue. L'intégralité des forces franco-bataves furent placées sous le commandement du général français Guillaume Brune. Brune admit toutefois que son armée était mal organisée, notamment en raison des carences de l'approvisionnement. Conscient des difficultés, le gouvernement batave se tourne secrètement vers la Prusse pour négocier la neutralité de la jeune république. Cette manœuvre n'échappent pas aux Français, pour qui les Bataves n'en deviennent que plus suspects, malgré la bienveillance de l'ambassadeur Florent-Guiot.

### Débarquement à Callantsoog et reddition de la flotte batave

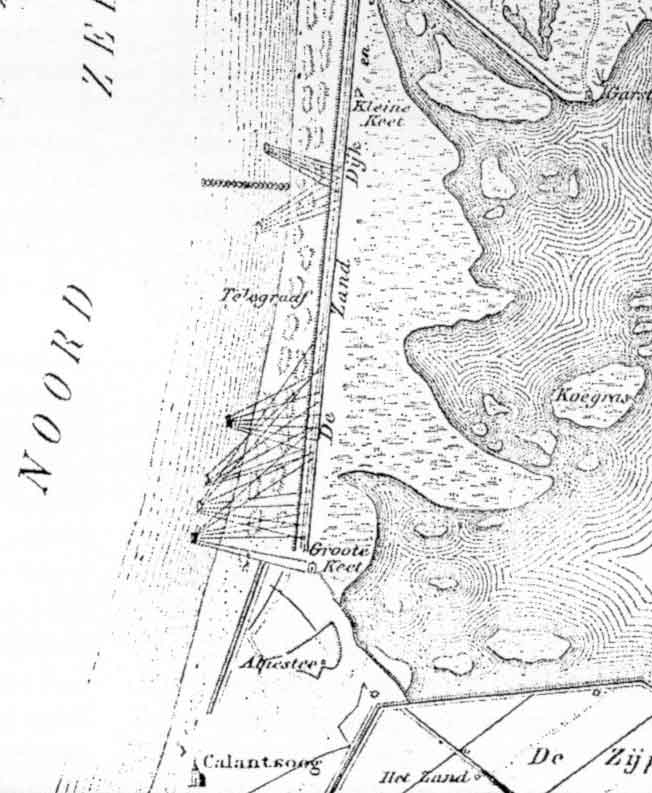
Carte du débarquement britannique à Callantsoog.

L'invasion tourna rapidement en faveur des Britanniques. La flotte batave, dirigée par le contre-amiral Samuel Story, mais diminuée, évita le combat, permettant aux troupes britanniques de débarquer sans rencontrer d'opposition à proximité de Callantsoog, le 27 août 1799. Contraint de diviser ses troupes en deux du fait de la nature du champ de bataille, formé d'une bande étroite de dunes bordées par les plages de la mer du Nord d'un côté et de marécages de l'autre, le général Daendels concéda une défaite au cours de la bataille de Callantsoog, lorsqu'il tenta d'empêcher l'établissement d'une tête de pont de la division dirigée par le général Abercromby. En raison de problèmes de communication, le flanc droit de son front ne put à aucun moment prendre part complètement au combat, tandis que le front gauche s'engagea de manière désordonnée dans la bataille. Sur les flots, les Britanniques utilisèrent leurs navires de guerre à leur avantage à proximité des côtes, infligeant de lourdes pertes aux Bataves.
Daendels conclut alors que la forteresse du Helder ne pourrait être tenue et évacua ses garnisons, offrant ainsi aux assaillants une base fortifiée. Cette décision eut un impact désastreux sur le moral des troupes bataves ; la vue du drapeau du prince Guillaume, fils du stathouder déchu qui rejoignit rapidement le combat, acheva de semer le doute au sein de la flotte batave engagée dans le Zuiderzee. Lorsque l'amiral Story décida tardivement de s'attaquer à la flotte britannique, il dut faire face à une mutinerie générale, au sein de laquelle les marins orangistes étaient commandés par leurs propres officiers, les capitaines Van Braam et Van Capellen. Ce concours de circonstances conduisit à « l'incident de Vlieter », marqué par la reddition de la flotte néerlandaise composée de 632 canons et 3 700 hommes à l'amiral Mitchell, sans qu'un seul coup de feu ne fut tiré. Le prince monta alors à bord du navire amiral de Story, le Washington, où il fut adoubé par les mutins.

### Premiers affrontements terrestres à Arnhem et Krabbendam

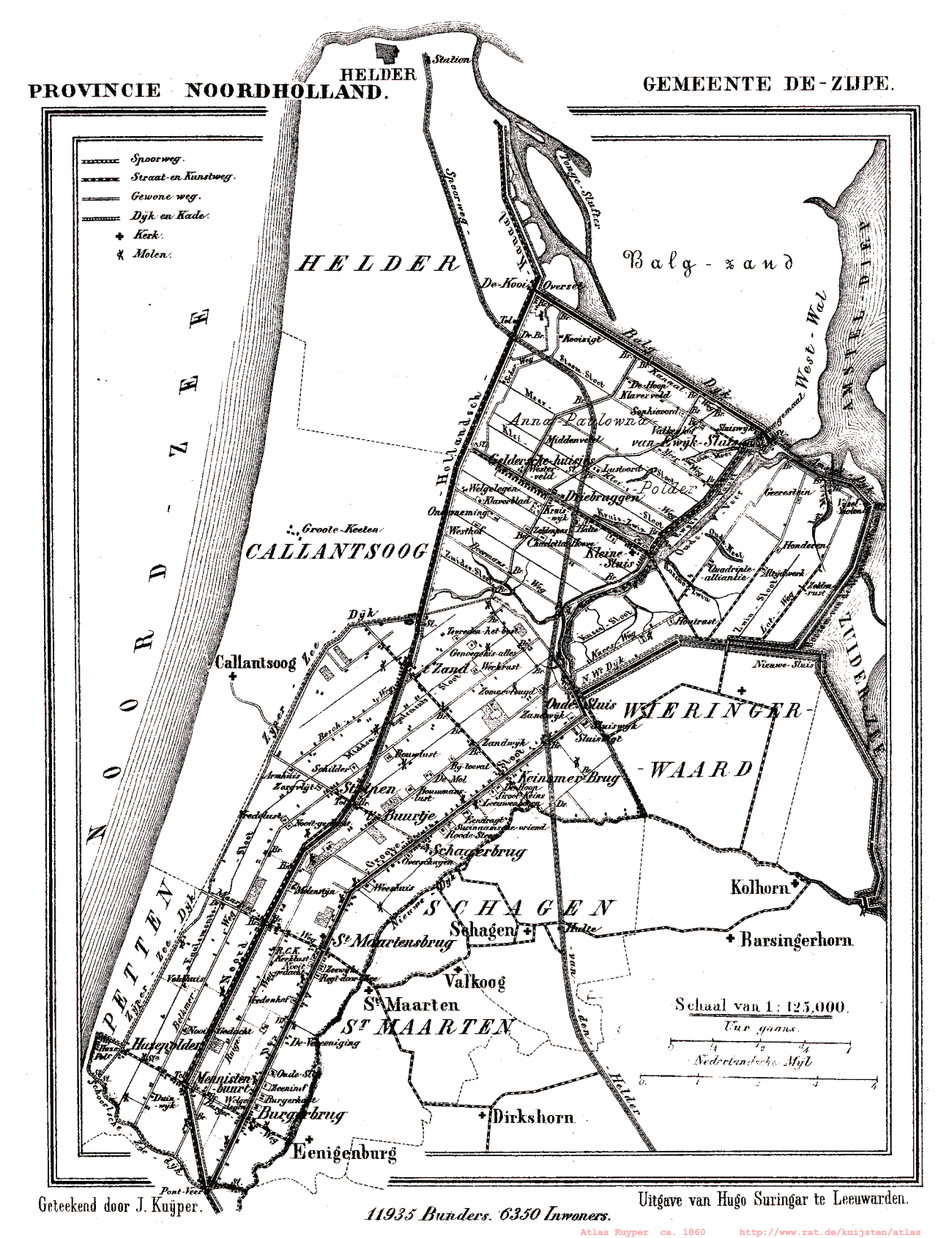
Carte de la commune de Zijpe (en 1865), théâtre des combats du combat du Zyp.

Les forces terrestres bataves, à l'instar de la population civile, se montrèrent néanmoins moins sensibles au pouvoir de persuasion du prince Guillaume. Entre toute autre chose, l'invasion eut surtout pour effet d'unir le pays contre les envahisseurs. Les déclarations arrogantes du prince, ordonnant sur un ton péremptoire au peuple néerlandais de rallier les Orangistes ne fut ainsi pas enclin à convaincre les Bataves de l'intérêt du retour d'un stathouder. Sans surprise, l'appel au soulèvement prononcé par le fils de l'ancien stathouder en personne à Lingen trouva peu d'échos auprès de la population. Un regroupement hétéroclite d'orangistes, émigrés vers le pont Westervoortsche à proximité d'Arnhem, fut facilement mis en déroute par un petit détachement de la Garde nationale batave le 4 septembre, ce qui démontra que les envahisseurs devraient s'employer pour parvenir à leurs fins. D'autres offensives orangistes dans l'Est du pays aboutirent au même résultat. Cependant, le Directoire exécutif de la République batave déclara la loi martiale, ce qui conduisit entre autres mesures d'urgence à l'arrestation et à l'exécution de l'une des partisanes aristocrates du stathouder, la baronesse Judith van Dorth,.
Dans le même temps, les forces franco-bataves postées en Hollande reçurent plusieurs renforts. Le général Brune déploya une division commandée par le général français Dominique Vandamme et ordonna au général Dumonceau de déployer l'essentiel de sa seconde division batave en marche forcée depuis la Frise. Ce dernier parvint le 9 septembre à Alkmaar. L'armée franco-batave se composait alors d'environ 25 000 hommes, contre environ 20 000 chez les Britanniques. Étant donné cette supériorité numérique et face au risque de voir l'armée britannique renforcée à tout moment, Brune décida d'attaquer les positions tenues par Abercromby.
Le combat du Zyp, qui eut lieu près d'Alkmaar sur le polder de Zijpe le 10 septembre fut cependant favorable aux britanniques, et mit en déroute les Bataves et les Français. Ces derniers furent pénalisés par une gestion médiocre des hommes qui constitua la cause principale de cette défaite. Dans son plan d'attaque, le général Brune prévoyait trois assauts sur des villages et positions stratégiques à Eenigenburg, Krabbendam et Petten. Cependant, une fois arrivées à Tuitjenhorn, les troupes de la colonne commandée par Dumonceau et le général-major Bonhomme furent stoppées dans leur progression car la route qu'elles devaient emprunter dans les plans de Brune n'existait pas,. Elles furent alors contraintes d'emprunter une route étroite menant à Eenigenburg, suivies par la division dirigée par Daendels qui se trouvait derrière elles,.
Le hameau de Krabbendam se situait à proximité de l'une des seules routes d'accès au polder de Zijpe, où Abercromby avait installé l'un de ses camps. Le polder constituait quant à lui une redoute naturelle, les digues faisant office de remparts, et le canal de drainage l'entourant de douves. La route d'accès étroite constituait non seulement l'une des rares voies d'accès faciles, mais également l'une des plus faciles à défendre. Le plan initial des Franco-Bataves était d'attaquer ce point d'entrée au moyen des deux divisions mais étant donné que les troupes de Daendels furent contraintes d'emprunter une route située plus à l'est, seule la division commandée par Dumonceau fut en mesure d'attaquer à temps. La nature défavorable du terrain l'empêcha cependant de se déployer complètement, contraignant de nouveau les troupes à s'engager de manière désordonnée dans le combat. Par la suite, la division française commandée par le général Vandamme ne fut pas non plus en mesure de franchir les obstacles formés par le canal et la digue située derrière lui qui protégeait les troupes britanniques. Vandamme ne parvint ainsi pas à affaiblir le flanc droit des troupes d'Abercromby comme prévu.
Grâce à la supériorité des Britanniques sur les flots, à la fois sur la mer du Nord et le Zuiderzee, les 4 000 troupes britanniques supplémentaires commandées par le duc d'York (alors commandant en chef) et complétées par les 13 000 troupes russes de Hermann von Fersen arrivées le 12 septembre purent facilement débarquer au Helder. La nouvelle armée, composée de 35 à 40 000 soldats possédait alors un avantage numérique sur les Franco-Bataves, affaiblis, et leurs 23 000 soldats.

### Bergen: une victoire pour des républicains en infériorité numérique

#### Une stratégie élaborée et audacieuse…
À la tête de plus de 35 000 hommes, le duc d'York décida d'exploiter au plus vite sa supériorité numérique et se prépara en conséquence à une attaque sur un large front. Cette attaque se déroula sur un terrain particulier. Du côté de la mer du Nord, la péninsule de Hollande était bordée par des plages et une large bande de dunes, à l'exception d'une courte section au sud de Petten, où seule une grande digue protégeait l'arrière-pays des inondations. Tout au long se trouvait une bande vallonnée pouvant être facilement traversée par une armée en marche. Plus loin à l'est, cependant, la nature des terrains différait sensiblement, avec d'anciennes tourbières et des terres basses issues d'anciens lacs asséchés par les Néerlandais au cours du XVIe siècle. Ces terres basses étaient entrecoupées de fossés et de canaux de drainage plus larges, utilisés pour la gestion de l'eau de la région, et qui constituaient des obstacles importants pour des troupes en mouvement, même lorsqu'elles étaient asséchées. L'inondation de ces cours d'eau par les ingénieurs néerlandais dans le but de réduire la liberté de mouvement des troupes anglo-russes devint une pratique de plus en plus courante au gré de la campagne. Cependant, au moment où la bataille de Bergen débuta, le 19 septembre, les inondations n'avaient pas encore eu lieu, si bien que seuls les cours d'eau naturels constituaient les principaux obstacles à la progression des troupes.
Le duc d'York développa un plan d'attaque audacieux, avec pour objectif de prendre en tenaille les troupes franco-bataves. Il divisa ainsi ses forces en quatre colonnes. Celle située le plus à droite, placée sous le commandement du général russe Hermann, se composait de 9 000 soldats russes et 2 500 troupes britanniques et quitta Petten et Krabbendam, afin de rallier le village de Bergen. À ses côtés, un bataillon anglo-russe de 6 500 hommes, commandé par le lieutenant-général Dundas, avait pour objectif de rejoindre Schoorldam. Le régiment suivant, formé de 5 000 hommes dirigés par le lieutenant-général James Pulteney, devait rallier la zone de Langedijk et les hameaux d'Oudkarspel et Heerhugowaard. Enfin, la quatrième colonne, composée de 9 000 unités d'infanterie et 160 cavaliers placés sous le commandement du lieutenant-général Abercromby, devait attaquer le flanc droit de l'armée franco-batave en arrivant dans un premier temps à Hoorn puis en continuant en direction du sud vers Purmerend.
Les forces bataves, concentrées dans les villages de Langedjk, de Sint Pancras et sur le Koedijk se composaient alors d'environ 12 000 hommes, tandis que les forces françaises, campées à Alkmaar, Bergen et Schoorl comptaient environ 10 000 soldats.

#### …mais une mise en œuvre laborieuse
Malgré le caractère élaboré de la stratégie, l'exécution du plan par les Anglo-Russes fut désastreuse. L'offensive des Russes, qui était censée débuter à l'aube du 19 septembre, fut ainsi lancée vers trois heures du matin, dans une obscurité totale. Bien qu'elle parvint à prendre un avantage initial sur les troupes françaises, placées sur la partie gauche de l'armée franco-batave et prises de court, l'armée russe subit également des pertes inutiles à cause de tirs alliés, l'obscurité empêchant de distinguer correctement les ennemis des alliés. Elle atteignit finalement Bergen, mais se heurta à une contre attaque de renforts français, qui progressaient vers le nord depuis Egmond aan Zee. Ces derniers menacèrent de prendre le front droit des troupes russes à revers en progressant le long de la plage. Les Russes, forcés de quitter Bergen, battirent en retraite de manière désordonnée en direction de leur point de départ, afin de se défendre contre cette menace. Dans la confusion, le général Hermann fut capturé. L'attaque en tenaille par l'aile droite se solda ainsi par un échec cuisant.

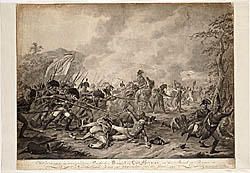
Capture du lieutenant-général Hermann à Bergen.

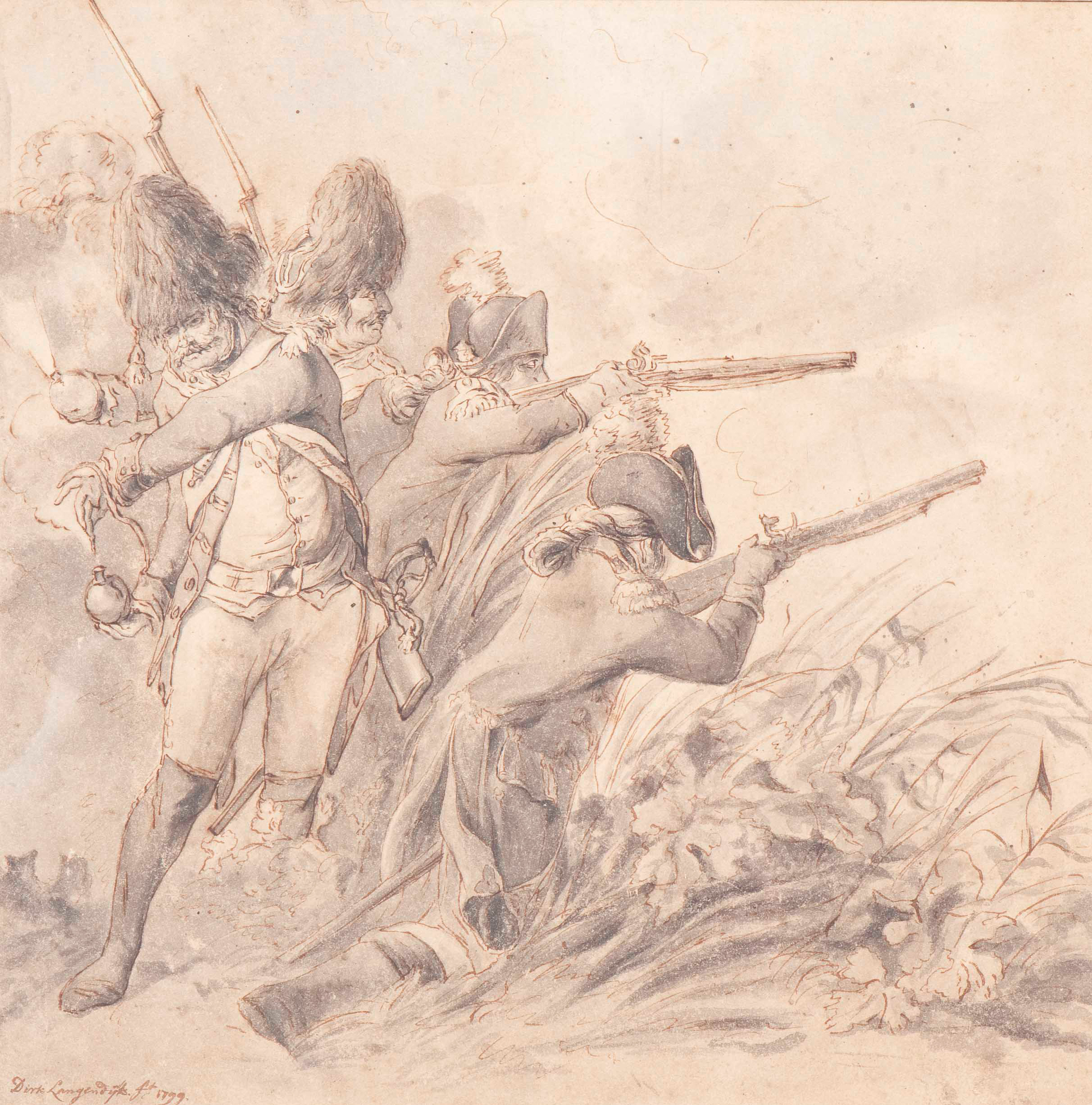
Troupes anglo-russes à la bataille de Bergen.

Après avoir lancé sa marche à l'aube, la colonne menée par le général Dundas (accompagné par le commandant en chef, le duc d'York) fut fortement ralentie dans sa progression par plusieurs cours d'eau difficiles à franchir, les Franco-Bataves ayant détruit plusieurs ponts. Alors qu'ils avançaient lentement vers Schoorldam, le général Dumonceau, chargé de la défense du hameau à la tête de la seconde division batave, parvint à lancer une attaque de diversion sur les Russes pendant leur assaut sur Bergen, ce qui contribua à faire régner le désordre dans leurs rangs. Lorsque Dundas finit par atteindre Schoorldam, Dumonceau fut blessé par des tirs de mitraille. Le déroulement du combat du côté néerlandais à la suite de cet événement est inconnu étant donné que le remplaçant de Dumonceau, le général-major Bonhomme, ne prépara pas de rapport après la bataille. Cependant, sa division fut contrainte de se battre en retraite vers Koedijk dans le désordre. Malgré cela, les Britanniques ne furent pas en mesure de profiter de ce repli, en partie du fait d'une contre-attaque batave, mais surtout parce que les troupes russes situées sur le flanc droit furent aussi contraintes de battre en retraite sous la forme d'une mesure d'arrière garde des troupes de Frederick d'York et de Dundas.
La troisième colonne, commandée par les généraux Pulteney, George Don et Eyre Coote, fut également confrontée aux difficultés posées par le terrain. Elle fut ainsi contrainte d'emprunter une route située sur une digue, la Langedijk (« longue digue ») faisant office de frontière entre plusieurs polders. Sur le côté droit, la digue était flanquée d'un canal de drainage, tandis que plusieurs fossés situés de l'autre côté rendaient compliqué un déploiement des troupes. La route conduisait au village d'Oudkarspel, où la première division batave du général Daendels avait entrepris plusieurs travaux (les Bataves se plaignirent cependant du fait que Brune avait interdit le développement de fortifications complètes, ce qui rendait la défense du hameau plus difficile). La première attaque de ce point d'appui par Pulteney se traduisit par un désastre, les Britanniques ayant pris la fuite en toute hâte sous le feu des tirs d'artillerie bataves pour pouvoir se mettre à l'abri derrière une autre digue. Plusieurs autres attaques frontales des Britanniques se soldèrent également par des pertes humaines importantes, alors que les tentatives d'encerclement se heurtèrent à la présence du canal.
Cependant, le général Daendels commit l'erreur d'ordonner une sortie de sa redoute à cent grenadiers. Non seulement celle-ci fut facilement repoussée, mais la retraite des grenadiers permit également aux Britanniques de pénétrer dans les retranchements bataves et de les mettre en déroute. Ce repli ne fut stoppé qu'au bout de la Langedijk, mais les tirs d'artillerie britanniques causèrent de lourdes pertes. Alors que Daendels se préparait à mener une contre-attaque avec un unique bataillon de grenadiers, les Britanniques s'étaient déjà retiré au niveau de leurs positions initiales, après que Pulteney eut été averti de la débâcle de son armée sur le flanc droit. Sans parvenir à conquérir leurs positions, les Britanniques causèrent d'importantes pertes aux Bataves et firent de nombreux prisonniers.
Enfin, la longue marche de la quatrième colonne, dirigée par le général Abercromby, ne rencontra aucune opposition. Il atteignit Hoorn sans accroc et parvint à prendre d'assaut une garnison mal gardée dans la ville. Hoorn fut occupée et ses habitants arborèrent les couleurs du stathouder. Cependant, la marche entamée à partir de Hoorn en direction du sud, qui était l'objectif premier de la manœuvre et devait permettre à Abercromby de prendre le flanc droit de l'armée franco-batave, se révéla impossible en raison des obstacles préparés par les défenseurs, raison pour laquelle Abercromby avait pu si facilement marcher jusqu'à Hoorn. Après la retraite des autres colonnes, Abercromby reçut l'ordre d'évacuer Hoorn et de regagner son point de départ de la même manière. Les habitants de Hoorn abaissèrent alors de nouveau leurs drapeaux orange. Les progrès d'Abercromby furent ainsi totalement vains, et l'auraient de toute façon été même si l'attaque sur le flanc droit avait réussi. Une route plus directe, et parsemée de moins d'obstacles, aurait peut-être augmenté les chances de succès.
En définitive, aucun des deux camps ne prit l'ascendant en termes de possessions territoriales. Cependant, les pertes humaines furent significatives pour les deux camps, dans des proportions similaires.

### Alkmaar, bataille indécise mais favorable aux Anglo-Russes

#### Un contexte favorable aux envahisseurs en dépit du climat

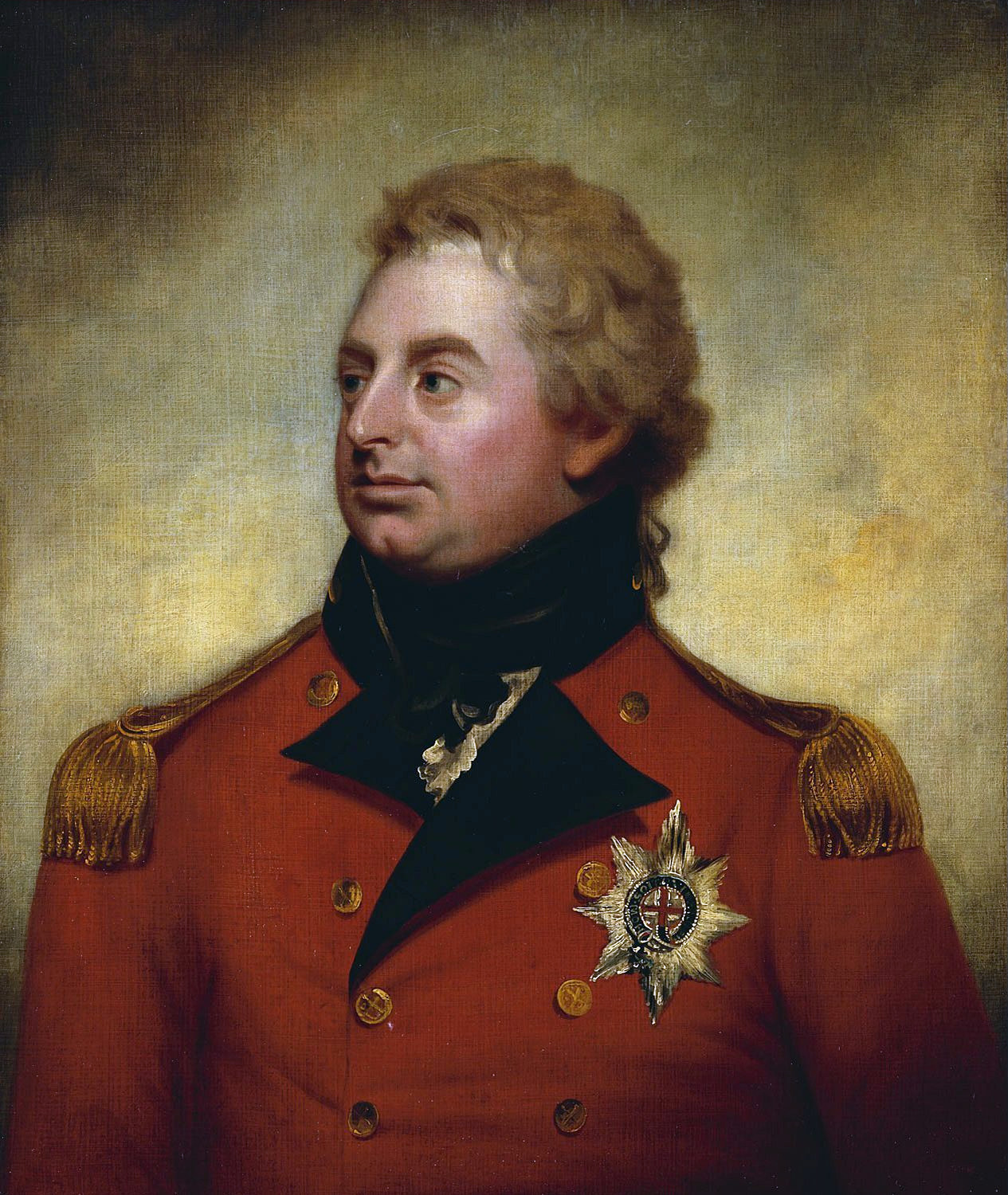
Les plans du duc d'York pour la bataille d'Alkmaar furent dans un premier temps contrariés par les conditions météorologiques.

Au lendemain de la reddition de l'escadre batave le 30 août, la flotte britannique contrôlait non seulement la mer du Nord mais également le Zuiderzee. Les Britanniques ne tirèrent pas profit de cet avantage et des conséquences psychologiques de la reddition sur le moral des troupes bataves, en lançant par exemple un débarquement en direction d'Amsterdam. Le général Krayenhoff, alors chargé de la mise en place des lignes de défense de la ville, considéra pourtant que la ville se serait retrouvée sans défense face à une telle offensive. Toujours selon ses dires, la campagne aurait même pu être scellée à cette occasion. Cependant, la flotte britannique demeura étrangement passive. La situation évolua cependant au cours des derniers jours de la bataille de Bergen, lorsque les Britanniques occupèrent les ports de Medemblik, Enkhuizen et Hoorn, laissés sans défense, tout en prenant le contrôle de la Frise occidentale. Plusieurs îles du Zuiderzee furent également occupées, trop tard cependant pour espérer pouvoir capturer Amsterdam.
Sur terre, le sort du conflit était entre les mains des envahisseurs, qui reçurent de nouveaux renforts de la part des Russes à partir du 19 septembre, dans des proportions au moins égales aux pertes qu'ils avaient subies précédemment. L'offensive du duc d'York fut différée d'environ deux semaines en raison de la météorologie défavorable, ce qui permit aux défenseurs d'achever leurs opérations d'inondation ainsi que des fortifications. La commune de Langedijk, alors devenue une « île » étroite au milieu d'un lac protégé par les fortifications récemment renforcées d'Oudkarspel, se présentait alors comme une sorte de « Thermopyles » imprenable. Alors que la première division batave commandée par Daendels défendait toujours cette partie du front, le général Brune fut en mesure de déplacer une partie importante de cette division (en particulier ses unités de cavalerie) vers son autre aile,. La côte orientale de la péninsule devint encore plus impénétrable du fait des inondations, et une deuxième ligne de défense fut mise en place entre Monnickendam et Purmerend. La principale conséquence de ces initiatives défensives fut de rendre absolument infranchissable la partie sud-est de la péninsule pour les assaillants, limitant de fait le théâtre des opérations à une bande relativement étroite constituée de la plage, de dunes, et d'une plaine située immédiatement derrière elles, dans une zone grossièrement délimitée par Alkmaar et la mer.

#### Des républicains contraints à un nouveau repli
Les conditions climatiques s'améliorèrent au début du mois d'octobre, et le duc d'York mit à exécution son plan pour ce qui devint la bataille d'Alkmaar du 2 octobre 1799 (même si le nom de « deuxième bataille de Bergen » aurait semblé plus approprié, étant donné que la ville d'Alkmaar ne fut jamais directement impliquée, au contraire du village qui fut à nouveau au cœur de la bataille). L'aile gauche du duc d'York, commandée par le général Abercromby, fut déplacée vers l'extrême droite, les autres colonnes se déplaçant vers la gauche afin de libérer de l'espace. Cela eut pour effet de placer des bataillons constitués exclusivement de troupes britanniques sur les deux ailes (Pulteney et Abercromby), accompagnés d'un mélange de troupes anglo-russes dans la colonne la plus proche d'Abercromby, dirigées par le nouveau général en chef russe, Ivan Essen. La quatrième colonne, située entre Pulteney et Essen, était composée de troupes britanniques commandées par le général Dundas. Dans son plan, le duc d'York espérait faire converger ses trois colonnes du flanc droit vers l'aile gauche franco-batave, composée de la division française de Vandamme près de la côte ; la seconde division batave de Dumonceau, alors placée sous les ordres de Bonhomme, étant placée au centre des troupes franco-bataves. La division de Pulteney avait quant à elle pour rôle de faire écran face aux troupes de Daendels et de le dissuader d'attaquer.
La stratégie d'attaque peut être décrite comme un « enveloppement simple », dans lequel la colonne d'Abercromby tenta de dérouter l'aile gauche française en progressant le long de la plage. Pour réaliser cet objectif, le lancement de l'offensive dût être différé jusqu'à 6 h 30 du matin, à un moment où la marée basse permettait à Abercromby d'utiliser la plage. La colonne centrale des Anglo-Russes progressa lentement, fortement ralentie par les dunes sur la droite et les plaines entrecoupées de cours d'eau entre les dunes et le canal d'Alkmaar sur la gauche. Les Franco-Bataves menèrent, quant à eux, un combat d’arrière-garde, en s'appuyant sur Bergen pour les Français et Koedijk pour les Bataves, où ils prirent position. Au cours de l'après-midi, le bataillon britannique de la colonne d'Essen mené par le général Coote s'engouffra rapidement dans les dunes, mais se retrouva trop loin du reste des autres troupes d'Essen, qui avançaient beaucoup plus lentement depuis l'arrière. Cela permit aux Français de lancer une attaque vigoureuse à partir de Bergen, avec deux colonnes dirigées respectivement par les généraux Gouvion et Boudet pour exploiter la faille. Ces dernières furent repoussées avec difficulté, mais parvinrent à protéger le village de Bergen durant toute la journée, en dépit des assauts continus des Anglo-Russes.
Au même moment, la colonne du général Abercromby progressait très lentement le long de la plage, principalement parce que la marée commençait à remonter, ce qui réduisait la plage à une bande très étroite composée de sable meuble. Les troupes et les chevaux se retrouvèrent ainsi assoiffés et épuisés. Au cours de l'après-midi, elle dût en outre subir les attaques de tirailleurs français, qui leur infligèrent de nombreuses pertes, notamment parmi les officiers. Finalement, les Français envoyèrent des renforts de plus en plus substantiels dans les dunes, avant que le général Vandamme, accompagné d'un régiment de cavalerie, ne mena personnellement une charge contre l'artillerie à cheval britannique qui tomba temporairement aux mains des Français. Cette attaque fut cependant finalement repoussée par une contre-attaque menée par Henry William Paget, qui contraignit les Français à se replier sur Egmond aan Zee,.
Avec la tombée de la nuit, les principaux mouvements prirent fin. Abercromby avait alors passé la latitude de Bergen, ce qui signifiait, en théorie, que les Français avaient été débordés sur ce front. Même s'il ne disposait pas en réalité de moyens suffisants pour exploiter cet avantage, le général Brune se sentit suffisamment menacé par cette progression pour ordonner une retraite générale et stratégique à partir de Bergen et de ses autres positions au 2 octobre, le lendemain matin. Les Français et les Bataves se trouvaient alors repliés sur leurs lignes secondaires. Daendels battit en retraite au niveau des positions renforcées de Monnickendam et Purmerend, permettant à Krayenhoff d'achever les inondations à l'avant de cette ligne. Bonhomme et Vandamme occupaient ainsi une nouvelle ligne entre Uitgeest, Castricum et Wijk aan Zee. Celle-ci protégeait la partie la plus étroite de la péninsule de Hollande, à l'endroit où la rivière IJ coupe presque la Hollande en deux. Ils attendirent alors la prochaine manœuvre de l'ennemi depuis cette position.

### La dernière grande bataille: Castricum

#### Une attaque générale motivée par des conditions précaires
À la suite de la retraite de l'armée franco-batave, la majeure partie de la péninsule de Hollande septentrionale se trouvait, au moins d'un point de vue théorique, aux mains des Anglo-Russes. Cependant, des parties importantes de la province, comme les anciens lacs de Beemster, Schermer, et Wormer, avaient été inondées, privant les Britanniques de terres agraires et de routes de ravitaillement potentielles. En conséquence, la plupart des approvisionnements devaient transiter par le Helder, puis être transportés non sans difficultés par des routes quasiment infranchissables en raison des pluies incessantes. En plus de leurs soldats, les Britanniques devaient également nourrir les quelque 3 000 déserteurs et mutins que le prince héritier espérait intégrer dans une brigade, mais que les Britanniques n'utilisèrent pas au cours des combats. Les provisions vinrent ainsi rapidement à manquer, tandis que les conditions rendaient difficile la communication des ordres militaires au sein des rangs britanniques.
Le duc d'York, après avoir installé ses quartiers généraux à Alkmaar, qui lui avait ouvert ses portes le 3 octobre, ne perdit pas de temps pour continuer l'offensive. Il savait en effet qu'il lui serait nécessaire de consolider ses positions et s'établir dans des conditions moins précaires. Ayant appris que Brune avait reçu des renforts de six bataillons français envoyés de Belgique, son objectif était de contraindre les Français à se replier derrière Haarlem, afin de couper toute communication avec les Bataves. Au moment s'engager dans l'étape suivante du conflit, la bataille de Castricum le 6 octobre, ses effectifs, en partie décimés par les maladies ne comptaient plus que quelque 27 000 hommes,.

#### Une journée de combat acharnée

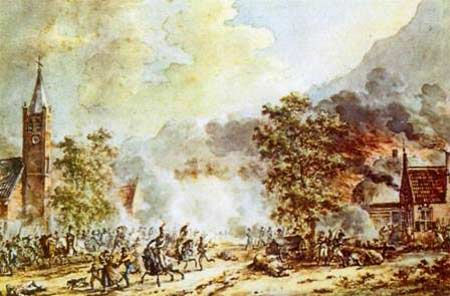
Peinture du XIX représentant la bataille de Castricum.

Le duc d'York avait prévu une attaque générale en assignant aux différentes colonnes des points de départ plus libres et plus rapprochés de l'ennemi. Brune, de son côté, divisa son aile gauche en trois divisions, en positionnant Gouvion près de Wijk aan Zee, dans les dunes, Boudet à sa droite, autour de Castricum, et la seconde division batave, toujours sous le commandement de Bonhomme, aux alentours d'Uitgeest. Deux avant-postes français, situés à Bakkum et Limmen, furent confiés au général de brigade Pacthod. Le matin du 6 octobre, ces deux derniers furent attaqués par les trois colonnes britanniques : Abercromby le long de la plage, Essen au milieu et Dundas par la gauche, tandis que Pulteney était occupé à contenir les troupes de Daendels, sans grande utilité. À la gauche du centre d'où elles partirent, les brigades des généraux Burrard et Coote s'emparèrent d'Akersloot et de Limmen. Les Anglo-Russes de la colonne d'Essen franchirent facilement les avant-postes français. Les Russes parvinrent quant à eux à s'emparer de Bakkum et des dunes environnantes, ce qui les poussa à attaquer le village de Castricum en force. Le village fut néanmoins défendu avec détermination par Pacthod. Il changea ainsi plusieurs fois de main au cours de la journée à mesure que Brune et Boudet acheminaient des renforts. La bataille attira en retour des renforts en provenance de la colonne de Dundas et Abercromby, ce dernier envoyant même personnellement sa brigade de réserve pour attaquer Castricum à la fin de l'après-midi.
Brune commanda alors une attaque de baïonnettes qui repoussa les troupes britanniques et russes dans le désordre. Elles furent ensuite pourchassées en direction de Bakkum par un régiment de cavalerie français dirigé par le général Barbou, et échappèrent de peu à la déroute grâce à une intervention surprise d'une unité de dragons légers commandée par Lord Paget, lancée à partir d'une vallée dissimulée dans les dunes. La cavalerie française fut ainsi à son tour mise en déroute, les dragons attaquant des troupes franco-bataves épuisées après la toute récente reprise de Castricum, et marquant le départ d'une retraite désordonnée.
Cette progression des Britanniques fut cependant stoppée par une contre-attaque des hussards bataves commandés par le colonel Quaita. Cet assaut marqua le tournant de la bataille. Les troupes anglo-russes, stoppées dans leur progression, durent battre en retraite vers Bakkum et Limmen, poursuivies par la cavalerie franco-batave. Seule la tombée rapide la nuit permit de mettre fin au massacre.
Au même moment, les troupes du général français Gouvion et la colonne britannique d'Abercromby s'affrontaient dans une bataille distincte près de la plage et dans les dunes. En dehors d'une attaque d'artillerie, dans laquelle l'artillerie batave de Gouvion infligea de lourdes pertes aux Britanniques, cette dernière demeura plutôt statique, surtout à partir du moment où Abercromby se retira avec la réserve britannique pour rejoindre Essen. Les combats s'intensifièrent de nouveau dans la soirée, lorsque Abercromby fit son retour et tenta une offensive. Gouvion parvint cependant à tenir sa ligne.
Sur l'aile droite batave du général Daendels, les inondations rendirent les lignes impénétrables, empêchant le moindre mouvement au cours de cette journée. Un étrange incident se produisit cependant, lorsque le général britannique George Don, sous couvert d'un drapeau blanc, tenta d'obtenir la permission de franchir les lignes bataves pour se rendre en mission auprès du gouvernement batave. Cependant, étant donné le début des combats sur la gauche du front batave, Daendels considéra que la manœuvre de Don n'avait rien d'une mission diplomatique. En outre, Don portait sur lui des papiers qui pouvaient laisser penser à une sédition. Accusé d'espionnage, il fut ainsi arrêté par Daendels, et envoyé aux quartiers généraux de Brune. Don fut ensuite incarcéré dans la forteresse de Lille dont il ne sortit que plusieurs années plus tard, dans le cadre d'un échange avec le rebelle irlandais James Napper Tandy.
En définitive, les Français quittèrent la zone de combats, laissant les Britanniques et les Russes maîtres du champ de bataille. La première conséquence du conflit fut de contrarier les projets offensifs des deux partis, étant donné que Brune était déterminé à attaquer à son tour le 7 octobre. Les Anglo-Russes de leur côté, perdirent l'avantage numérique dont ils disposaient avant la bataille. À la suite de la bataille de Castricum, le duc d'York fut contraint d'admettre d'une part que l'insurrection du peuple hollandais sur laquelle il comptait ne se produirait pas, et d'autre part que l'espoir de voir les troupes françaises se replier ne se réaliserait pas, d'autant plus que l'inaction de l'armée impériale en Suisse et en Allemagne laissait toute latitude aux Français de se consacrer à la défense de la Hollande.

### Retraite des Anglo-Russes et capitulation
À la suite de cette nouvelle défaite, le duc d'York, confronté aux difficultés croissantes auxquelles son armée faisait face, décida de convoquer un conseil de guerre avec ses lieutenants-généraux. À l'issue de cette assemblée, un retrait de l'armée anglo-russe au niveau de la tête de pont originelle située sur le polder de Zijpe fut décidé. Les envahisseurs renoncèrent de ce fait à tous les territoires conquis depuis le 19 septembre. Les villes de Hoorn, Enkhuizen et Medemblik furent ainsi évacuées. Les troupes bataves poursuivant les Britanniques empêchèrent que les entrepôts contenant les stocks de la marine ne soient brûlés dans ces villes. La retraite se déroula dans une telle hâte que deux hôpitaux militaires de campagne remplis de soldats britanniques blessés accompagnés de 400 femmes et enfants furent abandonnés à Alkmaar. Aussitôt que le général Brune fut instruit du mouvement rétrograde des alliés, il s’avança dans toutes les directions pour les suivre, mais les routes se trouvaient tellement endommagées, qu'il ne put rien entreprendre contre eux.

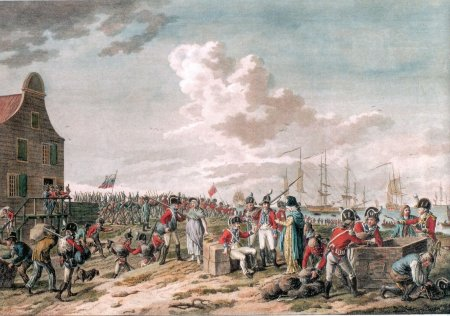
Départ des Anglo-Russes du Helder.

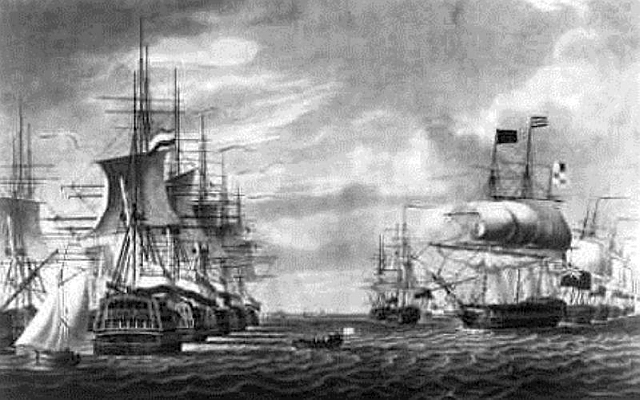
Le traité d'Alkmaar ne permit pas aux Bataves de récupérer leurs navires perdus lors de la capitulation de Vlieter en dépit de leurs demandes.

La retraite stratégique s'acheva le 8 octobre, même si le duc de Gloucester, en plein repli depuis Hoorn, lança un combat d'arrière-garde contre Daendels au cours des jours suivants. À la mi-octobre, la situation était revenue au niveau de l'avant 19 septembre, les Anglo-Russes se retrouvant retranchés dans leur redoute naturelle, assiégés par les Franco-Bataves. L'aggravation des conditions météo, marquées par des vents violents, rendit l'approvisionnement par la mer difficile. Le duc d'York se trouva alors confronté à la menace d'un siège en plein hiver, alors que le risque de famine pour ses troupes grandissait ; au 13 octobre, seuls onze jours de stocks de nourriture étaient disponibles. Il décida donc d'approcher Brune pour lui proposer une capitulation honorable et un retrait de l'ensemble des troupes avant la fin du mois de novembre. Celle-ci fut transmise par le général Knox le 14 octobre.
Les négociations qui suivirent furent rapides. Sous l'impulsion du gouvernement batave, Brune exigea dans un premier traité le retour de l'escadre batave capturée, ainsi que la libération de 15 000 soldats détenus au Royaume-Uni. Jugeant les conditions de capitulation inacceptables, le duc d'York menaça de détruire une digue située près de Petten, et donc d'inonder les terres situées autour du polder de Zijpe. Le général Krayenhoff, qui avait lui-même passé les précédentes semaines à inonder une grande partie de la péninsule, ne se laissa toutefois pas impressionner par cette menace. Conscient que le processus était facilement réversible, il le fit savoir à Brune. Cependant, ce dernier se laissa plus facilement impressionner (où en tout cas le laissa croire, Krayenhoff ayant mentionné une offrande de plusieurs « magnifiques chevaux » du duc à Brune, ce qui aurait pu faire pencher la balance), et s'entendit avec les Britanniques sur un accord très favorable aux Anglo-Russes.
Dans cet accord, la convention d'Alkmaar, qui fut signée le 18 octobre, il n'était plus question de restitution des navires bataves. Une évacuation sans violence fut accordée aux troupes anglo-russes et aux mutins orangistes, à condition qu'elle soit finalisée avant le 1er décembre. L'accord incluait un échange de 8 000 prisonniers de guerre, parmi lesquels des marins bataves capturés au cours de la bataille de Camperdown (dont l'amiral De Winter). Les Britanniques promirent également de restituer la forteresse de Den Helder avec ses canons dans un bon état. En dehors du retour de leurs prisonniers, les Bataves se sentirent lésés par cet accord, mais ils ne furent pas en mesure de négocier de meilleures conditions.
L'armistice rentra en vigueur immédiatement et l'évacuation des troupes s'acheva le 19 novembre, lorsque le général Pulteney quitta la péninsule avec les dernières troupes britanniques,,. Les Russes font leur voyage le long du littoral anglais et à travers la Manche jusqu'aux îles anglo-normandes de Jersey et Guernesey où ils séjournèrent avant leur retour définitif à Riga et à Saint-Petersbourg en 1800.

## Effectifs, ordres de bataille et pertes
La campagne opposa quelque 30 à 35 000 Franco-Bataves à 35 à 40 000 Anglo-Russes. Dans son Histoire de la campagne faite en 1799, en Hollande, McCarthy évalue les forces républicaines à 33 000 hommes et les Coalisés à 44 120 hommes . Les ordres de bataille donnés ci-après sont tirés de cet ouvrage,.
Les pertes furent de 10 700 tués ou blessés pour les Français et les Hollandais. Ce chiffre correspond aux pertes subies au combat, sur la base des rapports rédigés par le général Krayenhoff et par l'auteur de The Campaign in Holland, 1799 by a subaltern. Il n'inclut par conséquent pas les pertes liées aux maladies, aux désertions et aux autres circonstances de la guerre.
Les Coalisés perdirent 9 300 tués, blessés ou capturés au combat, selon les rapports rédigés par le général Abercromby et le Duc d'York après chaque bataille, et n'incluent pas non plus les pertes liées aux maladies et aux autres circonstances de la guerre.

### Ordre de bataille franco-batave
Les forces franco-bataves se composaient de deux divisions bataves de 10 000 hommes chacune, et d'un contingent de soldats français estimé à 10 à 15 000 hommes selon les sources.
Armée française
- État-major

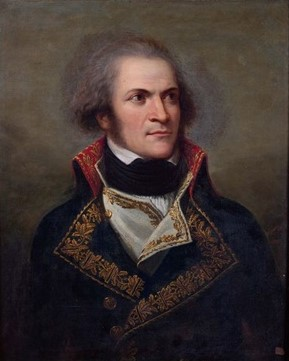
Portrait du général Guillaume Brune, huile sur toile d'Andrea Appiani, 1800 ou 1801.

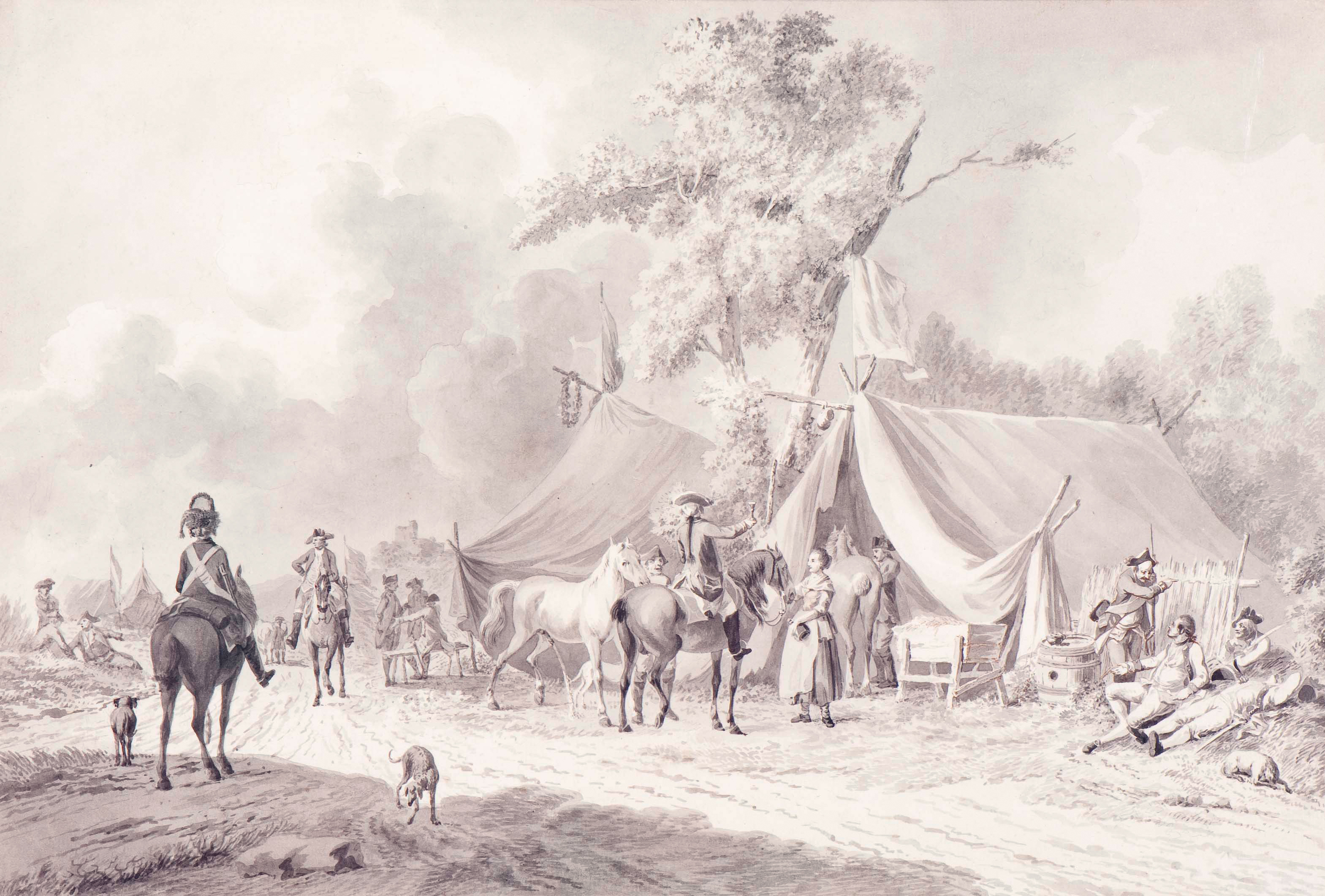
Bivouac de la cavalerie française d'après Dirk Langendijk.

  - Guillaume Brune, général en chef ;
  - général de brigade Claude Rostollant, chef de l'état-major général ;
  - général de brigade Nicolas Louis Guériot de Saint-Martin, commandant de l'artillerie ;
  - général de brigade Jean-Louis Bancal de Saint-Julien, commandant le génie ;
  - généraux de division Dominique-Joseph René Vandamme, Jean Boudet, Louis Jean-Baptiste Gouvion et Gabriel Barbou des Courières ;
  - généraux de brigade Jean-Antoine David (tué à la bataille de Alkmaar le 14 septembre 1799), Édouard-François Simon, Louis Fuzier, Gabriel-Joseph Clément, Michel Marie Pacthod, René François Aubrée, Pierre François Joseph Durutte, Jean-Jacques d'Azémar, Jean-Pierre Firmin Malher, Joseph Paradis et Charles Ambroise Dardenne ;
  - adjudants-généraux Maison, Délecourt, Massabeau et Aniel.
- Infanterie
L'infanterie française est alors organisée en demi-brigades :
  - 22e demi-brigade, trois bataillons d'infanterie de ligne ;
  - 42e demi-brigade, idem ;
  - 48e demi-brigade, constituée par les 1re et 3e compagnies de grenadiers ;
  - 49e demi-brigade, trois bataillon d'infanterie de ligne ;
  - 51e demi-brigade, un bataillon de ligne ;
  - 54e demi-brigade, trois bataillons d'infanterie de ligne ;
  - 60e demi-brigade, un bataillon ;
  - 72e demi-brigade, deux bataillons ;
  - 90e demi-brigade, trois bataillons ;
  - 92e demi-brigade, deux bataillons.
- Cavalerie

La cavalerie est constituée par 4 escadrons du 10e régiment de dragons, 4 escadrons du 4e régiment de chasseurs à cheval, un du 5e et 4 du 16e.
- Réserve générale

McCarthy donne en plus de ces unités « 4 compagnies du 4e régiment à cheval, 1 compagnie du 8e régiment idem, 2 compagnies des 6e et 7e régimens (sic) à pied »
Armée batave
- État-major :

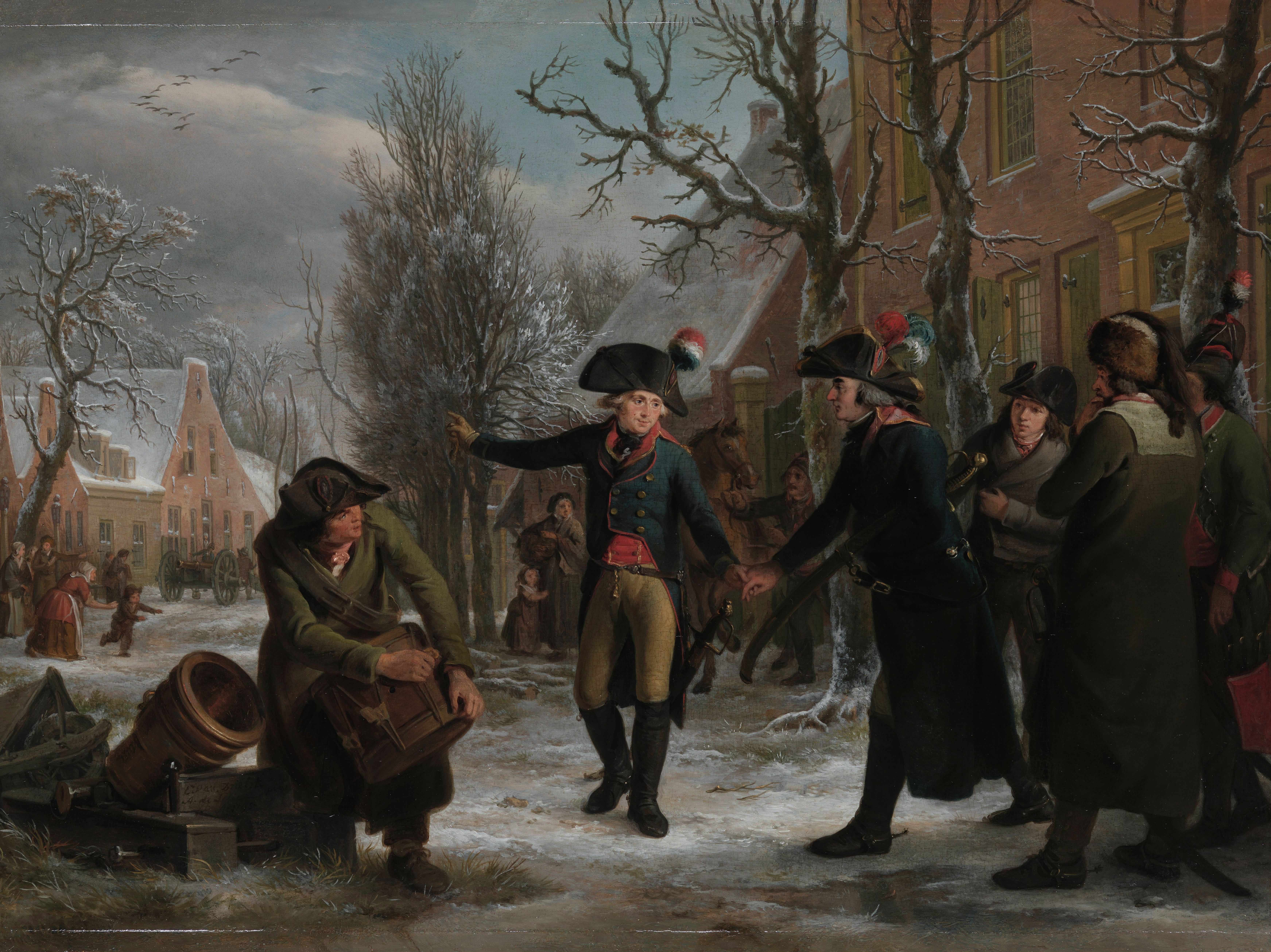
Le général Herman Willem Daendels (au centre) et le lieutenant-colonel C.R.T. Krayenhoff, chroniqueur de la campagne, sous l'uniforme républicain en janvier 1795.

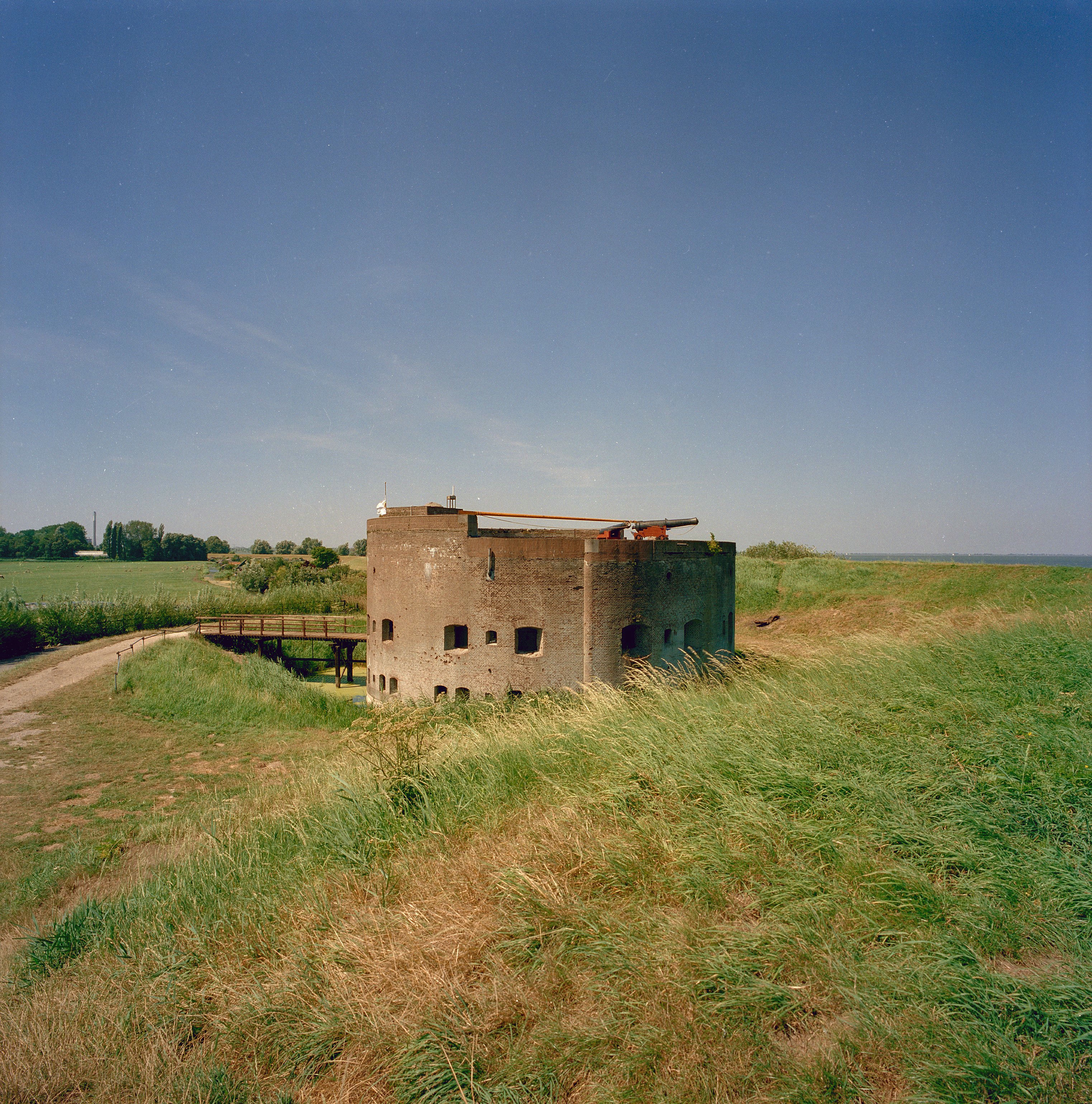
Vestiges des fortifications amstellodamoises de 1799.

  - lieutenant-général Herman Daendels ;
  - lieutenant-général Jean-Baptiste Dumonceau, officier d'origine bruxelloise blessé à la bataille de Bergen ;
  - généraux-majors Van Gerik, Philippe Jules van Zuylen van Nyevelt, Henri Bonhomme (nl), Theodorus Johannes baron van Boecop, Rietwelt et Bruce ;
  - adjudants-généraux Lolivier, Louis Joseph Vichery, Van Uslar et Raaf ;
  - l'artillerie est placée sous les ordres du colonel Martuschwitz et la cavalerie sous le commandement du lieutenant-colonel Corneille Rodolphe Théodore Krayenhoff.
- Infanterie
L'infanterie de la République batave a elle aussi adopté l'organisation française en demi-brigades.
  - Infanterie de ligne :
    - 1re demi-brigade d'infanterie de ligne : trois bataillons ;
    - 2e demi-brigade : idem ;
    - 3e demi-brigade : un bataillon ;
    - 4e demi-brigade : deux bataillons ;
    - 5e demi-brigade : trois bataillons ;
    - 6e demi-brigade : idem ;
    - 7e demi-brigade : idem.

  - Infanterie légère :
    - Premier, 2e, 3e et 4e bataillons de chasseurs à pied.
- Cavalerie et artillerie

La cavalerie aligne quatre escadrons du premier régiment et deux du second, quatre escadrons de hussards et des dragons.
L'artillerie est forte deux compagnies d'artillerie légère et deux bataillons d'artillerie à pied.

### Ordre de bataille anglo-russe

#### Armée anglaise
- État-major général
  - son Altesse Royale le duc d'York, commandant en chef ;
  - lieutenant-général Ralph Abercromby, commandant en second et de l'aile droite ;
  - colonel Alexandre Hope, chef d'état-major ;
  - colonel Robert Anstruther (en), quartier-maître général ;
  - colonel John Hope, Adjudant-General. Grièvement blessé à la cheville lors du débarquement, il fut renvoyé au Royaume-Uni pour être soigné mais revint aux Pays-Bas en septembre[76] ;
  - lieutenants-généraux James Pulteney, commandant de l'aile gauche (blessé en novembre), David Dundas et Samuel Hulse ;
  - major-général Farringdon, commandant de l'artillerie ;
  - colonel Hay, commandant du génie, tué au combat ;
  - majors-généraux S.A.R. William, duc de Gloucester[77], Doyle, Burrard, Coote, Moore, Don, Cavan, Chatam, Manners, Hutchinson, Knox (commandant l'avant-garde) et Macdonald (commandant la réserve).
- Infanterie
L'infanterie est organisée en 10 brigades (dont deux de Gardes) articulées en une aile droite (4 brigades dont les deux de Gardes), un centre (3 brigades) et une aile gauchee (idem). L'avant-garde est constituée d'un bataillon composite de grenadiers et d'un autre d'infanterie légère.
  - Aile droite :
    - 1re brigade des Gardes (Doyle), régiment des Grenadiers (constitué par les compagnies de grenadiers des trois régiments de Foot Guards), 1er régiment de Foot Guards (Les Grenadier Guards actuels) ;
    - 2e brigade des Gardes (Burrad) : 2e et 3e régiments de Foot Guards (Coldstream Guards et Scots Guards actuels[78]) ;
    - 1re brigade d'infanterie (Coote) : 2d (Queen's) Regiment of Foot (1 bataillon), 27th Rgt of Foot (id.), 29th Rgt of Foot (id.), 85th Rgt of Foot (id.) ;
    - 2e brigade (Moore) : 14th Rgt of Foot, 21st Rgt of Foot, 49th Rgt of Foot, 79th Rgt of Foot et 92nd Rgt of Foot à un bataillon chacun[Note 13].

  - Aile gauche :
    - 3e brigade (Don) : 17th et 40th Regiments of Foot à deux bataillons chacun ;
    - 4e brigade (Lord Cavan) : 20th (2 Btns) et 63 rd Regiment of foot (1 Btn) ;
    - 5e brigade (Macdonald) : 23 rd et 53 rd Regiments of Foot à 1 bataillon.

  - Centre :
    - 6e brigade (Lord Chatam) : 4th (The King's Own) Rgt of Foot (3 Btns), 31st Rgt of Foot (1 Btn) ;
    - 7e brigade (Duc de Gloucester) : 5th et 35th Rgts of Foot à deux bataillons ;
    - 8e brigade (Manners) : 9th (2 Btns) et 56th Rgt of Foot (1 Btn)[Note 14].

- Cavalerie et artillerie

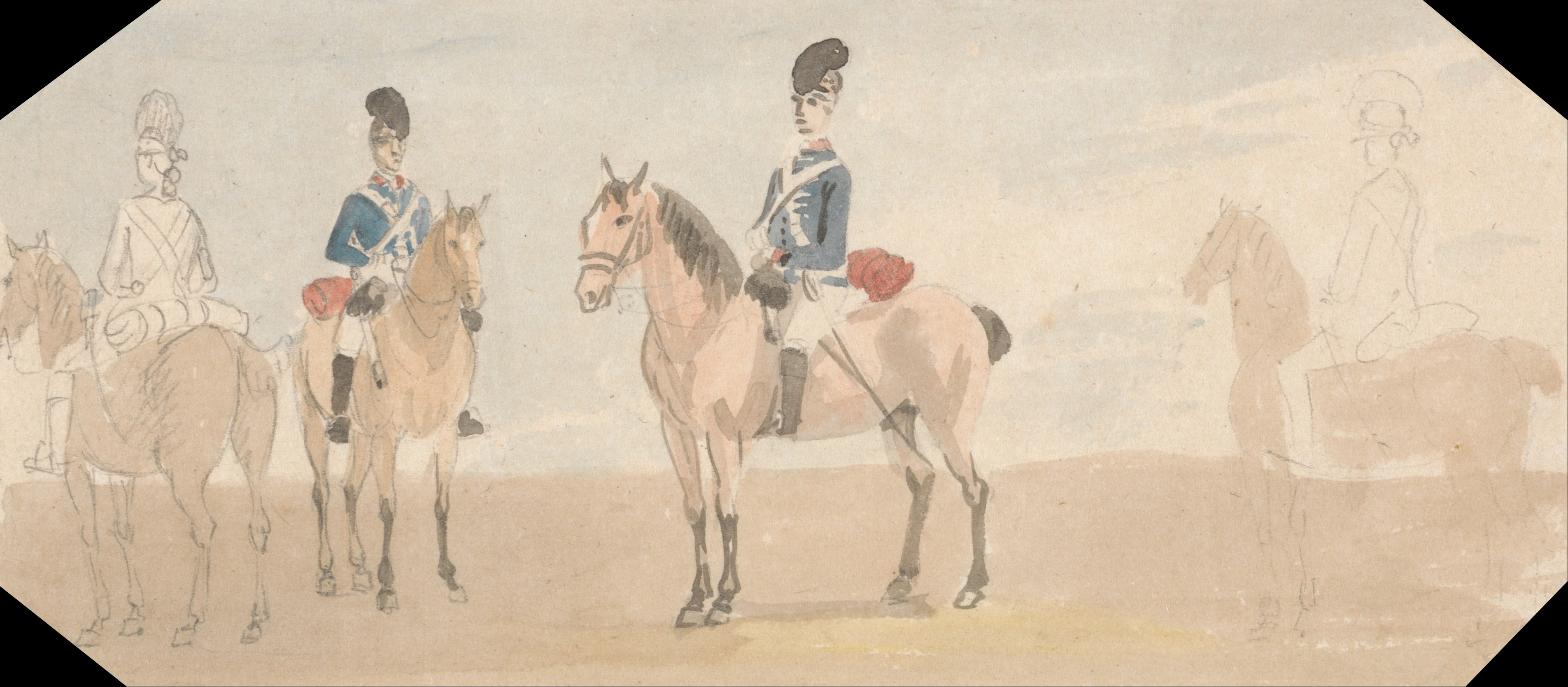
Types de Light Dragoons anglais à la fin du XVIIIe siècle. Aquarelle de Paul Sandby.

La cavalerie est constituée des 7th, 11th, 15th et 18th Light Dragoons, les trois premiers à quatre escadrons et le dernier n'en comptant que deux.
L'artillerie aligne les 3e et 4e régiments ainsi qu'une compagnie d'artillerie à cheval.

#### Corps russe
- État-major général
  - lieutenant-général Johann Hermann von Fersen, chef de corps. Après sa capture lors de la bataille de Bergen, il sera remplacé par le général-major Essen.
  - lieutenant-général Mikhaïl Jerebtsov (ru), commandant en second, tué au combat.
  - généraux-majors Nikolaï Sutthoff (ru), Piotr Kaptsevitch (ru) (commandant de l'artillerie), Ivan Essen, d'Arbanev, Sedmoratsky et Emmé.

- Infanterie

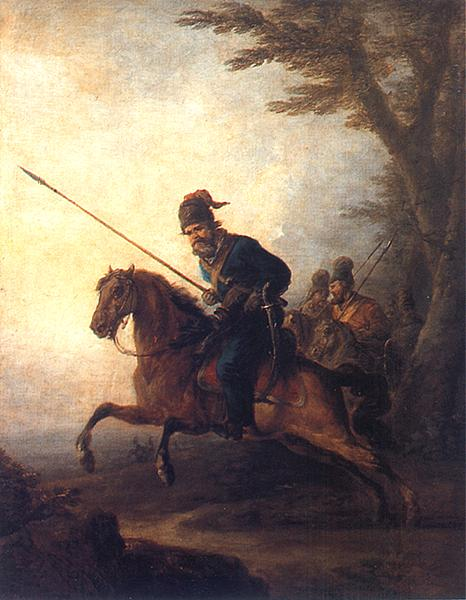
Type de cosaque circa 1800, d'après Aleksander Orłowski, peintre polonais (1777-1832).

L'infanterie russe est organisée en trois divisions et une « avant-garde » :
  - 1re division sous le commandement du général Jerebtsov : brigade du général comte de Fersen : régiment de Jerebtsov (1 bataillon), régiment de Fersen (2 bataillons) ; brigade du colonel Doubianski (ru) : 3 bataillons composites de grenadiers ;
  - 2e division sous le commandement du général d'Essen : brigade de Sedmoratsky : deux bataillons du régiment de Sedmoratsky, un bataillon composite de grenadiers ;
  - 3e division sous le commandement du général d'Emmé : deux bataillons du régiment d'Emmé, un bataillon composite de grenadiers ;
  - l'« avant-garde » sous les ordres du général Sutthoff est composée de deux bataillons du régiment de Sutthoff et un bataillon de grenadiers de Pétersbourg.
- Cavalerie et artillerie

La cavalerie russe compte 4 escadrons de hussards constituant un régiment et 6 escadrons de cosaques du Don et de l'Oural.
L'artillerie est constituée d'un régiment.

## Conséquences du conflit

### Leçons tirées du conflit pour les deux camps
En dépit de sa courte durée, la campagne de Hollande permit aux deux armées de tirer plusieurs enseignements importants.
Le déroulement des différentes batailles de l'expédition anglo-russe démontra à la fois l'importance d'une tactique élaborée, mais également celle du commandement des hommes dans sa mise en œuvre. En premier lieu, chaque offensive fut lancée par l'armée qui bénéficiait de l'avantage du nombre. Ce fut d'abord le cas des Anglo-Russes à la suite de leur débarquement, puis des Franco-Bataves à Krabbendam avant que les envahisseurs ne reprennent l'avantage à Bergen et Alkmaar. La dernière bataille décisive de Krabbendam fut quant à elle menée par deux armées d'effectif égal. En termes de manœuvres militaires, le combat du Zyp du 10 septembre démontra que la maxime militaire recommandant de ne pas attendre l'attaque d'un ennemi dans ses premières lignes mérite d'être enfreinte lorsqu'il s'agit de défendre certaines positions. L'attaque du 19 septembre, menée par des Anglo-Russes en net surnombre, qui devait obéir à un plan complexe et audacieux se solda par une déroute du fait du manque de discipline des troupes ; alors qu'elle aurait pu sceller le sort de la campagne, elle constitua finalement la bataille la plus meurtrière pour les envahisseurs. Dans la bataille du 2 octobre, le duc d'York se conformera un plan d'attaque plus circonscrit, dirigé plutôt vers le succès immédiat plutôt que vers des avantages futurs, et exécuté avec habileté et précision. Enfin, la bataille du 6 octobre constitue l'exemple d'une action engagée par une cause accidentelle, et dans laquelle les opposants gardent pour seul objectif de ne pas céder ; c'est pour cette raison qu'elle fut l'une des plus acharnées et sanglantes.
Forte de ses succès dans plusieurs campagnes en Europe avant la Hollande, au cours desquelles les soldats purent franchir facilement les cours d'eau les plus larges, prendre les forteresses les plus puissantes et franchir les Alpes, pour permettre le passage de la cavalerie et des canons, l'armée française démontra que la nature constituait de moins en moins un obstacle et que la puissance de l'armée se mesurait principalement à sa taille et à la valeur de ses généraux. L’opiniâtreté, la persévérance et la détermination des troupes constitua en outre une caractéristique marquante des guerres de la Révolution française. Au demeurant, la campagne de Hollande démontra à quel point la nature du terrain doit être prise en considération, tant elle peut avoir une influence déterminante sur l'issue des combats. Alors que la nature plate du territoire des Pays-Bas aurait laissé penser le contraire, elle se révéla impropre à une « guerre de plaines », et offrit bien plus d'avantages à la défense qu'aux envahisseurs. Le général Brune en fut ainsi la victime lors de la bataille du 10 septembre, avant que les Anglo-Russes n'en pâtissent au cours des affrontements suivants à la suite de la déroute de Bergen, puis face à l'incapacité de tirer profit de la victoire de Alkmaar. C'est également en grande partie pour cette raison que le duc d'York dut se résigner à battre en retraite, ayant pris conscience que ses troupes ne pourraient pas espérer obtenir de victoire en ces terres si hostiles.

### Impact du conflit sur la géopolitique européenne

Le traité de Lunéville, signé en 1801, reconnut les gains territoriaux de la France sur le Saint-Empire.

La campagne de Hollande, qui permit à la France de conserver les territoires acquis à la suite de la campagne de Flandres, et survenue au cours de la Deuxième Coalition, a contribué, dans une certaine mesure, à l'évolution des relations géopolitiques au sein de l'Europe.
La signature du traité de Lunéville entre la France et l'Autriche, faisant principalement suite aux victoires de Marengo et de Hohenlinden le 9 février 1801, marqua ainsi le retour de la paix sur le continent, et eut pour conséquence la reconnaissance du Rhin comme limite orientale de la France par le Saint-Empire. L'Autriche y reconnut en outre l'annexion des provinces belges et les républiques batave et helvétique par ce même traité.
Un an plus tard, le 25 mars 1802, le traité d'Amiens fut signé entre la France, la République batave, l'Espagne et le Royaume-Uni. Ce dernier rendit Le Cap à la République batave mais conserva Ceylan, céda Malte à l'ordre des chevaliers de Saint-Jean, restitua Minorque à l'Espagne mais conserva l'île de la Trinité. Elle promit également d'évacuer l'Égypte mais ne reconnut pas les annexions françaises sur le continent. À cette date, l'Europe se retrouva en paix pour la première fois depuis dix ans. La France dominait alors l'Europe continentale tandis que le Royaume-Uni poursuivait sa domination des mers.
La « paix d'Amiens » fut également marquée par la libération de plusieurs officiers britanniques et bataves, capturés par les deux camps au cours du conflit. Theodorus van Capellen et Ægidius van Braam, partisans orangistes, refusèrent cependant de retourner en Hollande, ce qui leur valut d'être condamnés par une cour martiale néerlandaise en 1803, et accusés de désertion, refus de devoir et déloyauté. Ils furent également accusés de parjure (pour ne pas avoir respecté leur serment de loyauté). En conséquence, ils furent bannis à vie de la Hollande, sous peine de mort. Samuel Story fut quant à lui jugé par contumace aux Pays-Bas et préféra s'exiler à Brême plutôt que d'aller plaider sa défense dans son pays d'origine. Du côté britannique, George Don, futur général de l'armée, fut autorisé à revenir en Grande-Bretagne.
Après la victoire, la France demanda au Directoire batave la cession de l'île de Walcheren et du port de Flessingue, qui contrôlent l'embouchure de l'Escaut et l'accès au port d'Anvers. L'avènement du Consulat à la suite du coup d'État de Napoléon Bonaparte — qui, échaudé par la négociation prussienne, exigea immédiatement six millions de florins et remplaça l'ambassadeur Florent-Guiot par Sémonville d'une part et Brune par Augereau d'autre part — renforça l'emprise française sur la République batave. Avant la disparition de la République batave en 1806, transformée en un royaume de Hollande confié à Louis Bonaparte, deux changements de régimes auront été imposés par les Français en 1801 et 1805. En 1810, la Hollande fut finalement annexée par la France et divisée en départements français.

### Un échec relatif au Royaume-Uni
Les termes de la capitulation furent favorables aux Britanniques et à leurs alliés russes, qui purent retirer leurs troupes sans violence, et les engager sur d'autres fronts par la suite. Les premiers rapports des Britanniques au sujet de la conduite des troupes russes étaient accablants, ce qui conduisit le tsar Paul Ier à les déshonorer. Cependant, le duc d'York, les jugeant trop sévères, envoya une lettre à Paul pour disculper plusieurs régiments russes.
Le Parlement et l'opinion publique britanniques furent dans un premier temps satisfaits de la conduite des troupes britanniques. L'amiral Mitchell, comme le général Abercromby, reçurent un vote de remerciement du Parlement, et reçurent tous deux des épées honorifiques d'une valeur de 100 guinées de la part de la ville de Londres. Mitchell fut également nommé chevalier de l'ordre du Bain. Cependant, une fois que la défaite de l'expédition devint plus évidente, et que ses coûts furent mis au jour, l'opinion populaire évolua défavorablement. Le chef de file de l'opposition au parlement, Richard Brinsley Sheridan, émit de vifs reproches à l'encontre du gouvernement dans un discours prononcé le 9 février 1800, devant la Chambre des communes.

### De lourdes pertes pour la République batave
Pour la République batave, les pertes matérielles subies pendant le conflit furent substantielles. La marine perdit ainsi 16 navires de ligne, cinq frégates, trois corvettes, ainsi qu'un brick, sur un total de 55 navires. De facto, la reddition fut acceptée par les Britanniques au nom du stathouder, pour des raisons diplomatiques, mais de nombreux navires furent « achetés » au stathouder par la marine britannique par la suite.
Au cours des années qui suivirent la campagne, plusieurs lignes de défense furent mises en place en Hollande septentrionale, notamment dans le but de protéger Amsterdam. Le roi Guillaume Ier décida ainsi d'aménager la nouvelle ligne d'eau de Hollande en 1815, sur les conseils de Krayenhoff. Les Pays-Bas firent cependant de nouveau l'objet d'une tentative d'invasion en 1809 lors de l'expédition de Walcheren, cette fois-ci par la Zélande. Dans la plus importante attaque de cette année, environ 40 000 soldats, 6 000 chevaux avec l'artillerie traversèrent la mer du Nord. Le but de l'opération était d'attaquer la base navale d'Anvers contrôlée par l'Empire français et fournir ainsi une diversion pour aider les Autrichiens à la suite de la défaite de Wagram. Elle se solda cependant une nouvelle fois par un échec pour le Royaume-Uni et ses alliés.